# آنری گالائو
آنری گالائو (فرانسوی: Henri Galau‎; ۱۸ ژوئیهٔ ۱۸۹۷ – ۱ فوریهٔ ۱۹۵۰) بازیکن راگبی ۱۵ نفره اهل فرانسه بود.